# パシッグ川
パシッグ川(パシッグがわ、フィリピン語: Ilog Pasig, 英語: Pasig River, スペイン語: Río Pásig)は、フィリピン・マニラ首都圏を流れる河川。フィリピン最大の湖であるバエ湖から西に流れ、太平洋のマニラ湾に注いでいる。延長距離は27kmであり、マニラを含めたマニラ首都圏を北と南に分断している。主な支流にはマリキナ川やサン・フアン川がある。パシッグ川はフィリピンの主要河川のひとつであり、マニラ湾やバエ湖とともに、マニラ首都圏でもっとも重要な自然水系を形成している。
パシッグ川は潮の干満の差を受ける感潮河口であり、水流の方向はバエ湖とマニラ湾の水位の差に依存している。乾期にはバエ湖の水位が低く、水流の方向は潮の干満に応じて変化する。雨季にはバエ湖の水位が高く、水流の方向はマニラ湾に向かう。
スペイン統治時代のマニラにおいてパシッグ川は重要な輸送ルートかつ水源として使用された。人間の奔放な生活や工業発展などでひどく汚染され、生態学者は生物が生命を維持することができない「死に川」であると考えている。河川の再生に向けた努力を監督するためにパシッグ川再生委員会(PRRC)が設立され、クリーン&グリーン財団などの民間組織によって支援されている。1990年代には「パシッグにペソを」キャンペーンが張られた。

## 地理

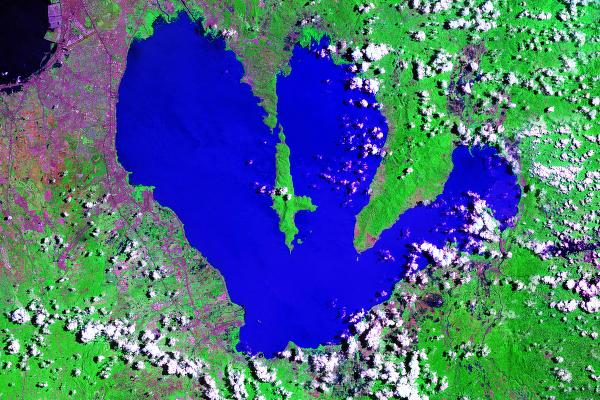
水源のバエ湖とマニラ首都圏（左上）

### 流路
フィリピン最大の湖であるバエ湖からマニラ湾に向けて、パシッグ川はルソン島南部の5市4町を27kmに渡って流れている。
バエ湖から流れ出た水はリサール州タイタイ・シティとマニラ首都圏タギッグ・シティの間を流れ、その後パシッグ・シティに入る。マリキナ川とパシッグ川本流の合流点までの部分はナピンダン川やナピンダン水道として知られている。
パシッグ川と名を変えてからはタギッグ川との合流点までパシッグ・シティを流れ、マンダルーヨン・シティ（北側）とマカティ・シティ（南側）の境界を形成する。その後パシッグ川は北東に大きく向きを変え、マンダルーヨン・シティとマニラの境界を形成する。再び西向きに流れを変え、もうひとつの大きな支流であるサン・フアン川と合流する。上流部と中流部はわりと直線的であるが、下流部では蛇行しながらマニラ市街地を抜ける。
本流すべてと支流の大半はマニラ首都圏に含まれる。アヤラ橋のたもとにあるコンバレスセンシア島はこの河川唯一の島（中州）であり、サン・ホセ病院が立地している。大きな支流も含めて19の流れが直接パシッグ川に流れ込む。

### 支流と水路
バエ湖から流れ出るもう一つの河川にタギッグ川があり、パテロス・シティとマカティ・シティの自治体境となっている。マリキナ川はパシッグ川に2つある主要な支流のうち規模の大きなほうであり、マニラ首都圏の北東にあるリサール山地から南流し、マリキナ谷を切り開いた。サン・フアン川はケソン・シティが位置する台地の水を集め、ディリマン・クリークとともにパシッグ川に注いでいる。マニラ市街地内では様々な水路（運河）が十字に行きかっており、北側の水はタラハン川に、南側の水はパラニャケ川に集まる。

### 橋
パシッグ川には全部で19の橋が架けられている。もっともバエ湖に近い橋はナピンダン橋であり、次がアルセニオ・ヒメネス橋である。パシッグ川のナピンダン水道と交差するのがバンバン橋である。2015年2月にはブティン・スミランバシがブティン地区とパシッグ・シティのスミラン地区をつないだ。C-5号線橋はマカティ・シティとパシッグ・シティをつないでいる。マニラ首都圏の主要な高速道路であるエピファニオ・デ・ロス・サントス通りは、グアダルーペ橋でマカティ・シティからマンダルーヨン・シティに至っている。ロックウェル橋とマカティ＝マンダルーヨン・バウンダリー橋もグアダルーペ橋同様にこの2都市を結んでいる。
マニラ市内に入って初めての橋はサンタ・アナ地区のランビンガン橋である。次はパンガカン地区とサンタ・メサ地区を結ぶサモラ神父橋であり、この橋の上をフィリピン国鉄(PNR)の南線が走っている。マビニ橋（旧称ナガターン橋）にはC-2号線の一部であるナガターン通りが走っている。フィリピン最古の鋼橋であるアヤラ橋にはアヤラ大通りが走っており、両岸と中州のコンバレセンシア島をつなぐ役割も果たしている。
さらに下流には、キアポ地区とエルミタ地区を結ぶケソン橋、セントラル・ターミナル駅とカリエド駅を結ぶLRT-1号線橋、サンタ・クルス地区とエルミタ地区を結ぶマッカーサー橋、ビノンド地区とエルミタ地区を結ぶジョーンズ橋などがある。もっとも河口のマニラ湾に近い橋は、トンド地区とポート・エリア地区を結ぶロハス橋（旧称デル・パン橋）である。

### ランドマーク
河岸に沿ってマニラが成長したことで、パシッグ川は開発や歴史的行事の中心地となった。パシッグ河畔最大のランドマークは河口近くの南岸に位置するイントラムロス城壁地区である。市壁に囲まれたこの地区は、16世紀にスペイン植民地政府によって建設された。
さらに上流にはパシッグ川唯一の島（中州）であるコンバレセンシア島に建てられたサン・ホセ病院がある。北岸にはフィリピン大統領の公邸であるマラカニャン宮殿も建っている。パシッグ川の北岸とマニラのサンタ・メサ地区にはフィリピン工科大学のメインキャンパスがある。
マカティ・シティではパシッグ川の南岸に沿って聖アナ競馬場、ロックウェル商業センター、高級オフィス、パワープラント・モールを含む商業エリアなどがある。パシッグ川とマリキナ川の合流点にはナピンダン水力制御施設があり、ナピンダン水路からの水の流れを調節している。

### 不法占拠
河岸には不法占拠者のバラックが約12,000軒も築かれており、約2,000家族が水上家屋または橋の下で暮らしている。人間の居住に不適なこの状況は、彼ら自身に加えて河川を通行する船舶をも危険にさらしている。これらのバラックは衛生施設を有しておらず、排泄物は直接河川に投棄される。ごみや排泄物を投棄し続けることで川底の泥化が進行し、洪水時には河岸に住む住宅地に汚染された水が流れ込む。

## 水文
パシッグ川の主な流域はマニラ湾とバエ湖の間の平地に集まっている。マリキナ川水系の流域は、マリキナ断層線によって形成されたマリキナ谷の大部分を占めている。マングガーン放水路は雨季に起こるマリキナ谷の洪水減少を目的として人工的に建設された水路であり、他の河川が排水できない雨水をバエ湖に排出している。

### 干満
パシッグ川は潮の干満の差を受ける感潮河川である。6月から12月の雨季にはバエ湖から魚類がパシッグ川に流入する。洪水時には河川の溶解酸素量が増加し、水生活動の可能性が増す。3月から5月の乾期には水量が少なくなり、バエ湖の汚染の増加や塩分濃度の上昇が引き起こされ、流れが停滞して事実上「死の川」となる。満潮の時間帯にはバエ湖の水位はマニラ湾以下に達することがあり、その場合にはマニラ湾からバエ湖に海水が逆流する。

### 洪水
パシッグ川は豪雨によって起こる洪水に対して脆弱であり、洪水の水はマリキナ川流域を主要な源としている。マングガーン放水路は洪水の水をマリキナ川からバエ湖に向けて排水するために建設され、一時的な貯水池として機能している。マングガーン放水路は約2,400m2/秒の水流を処理することが可能に設計され、実際には約2,000m2/秒を処理している。1983年には、パシッグ川とバエ湖の間の水流を管理することで放水路を補完するために、マリキナ川とナピンダン水路の合流点にナピンダン水力制御システム(NHCS)が建設された。

## 歴史

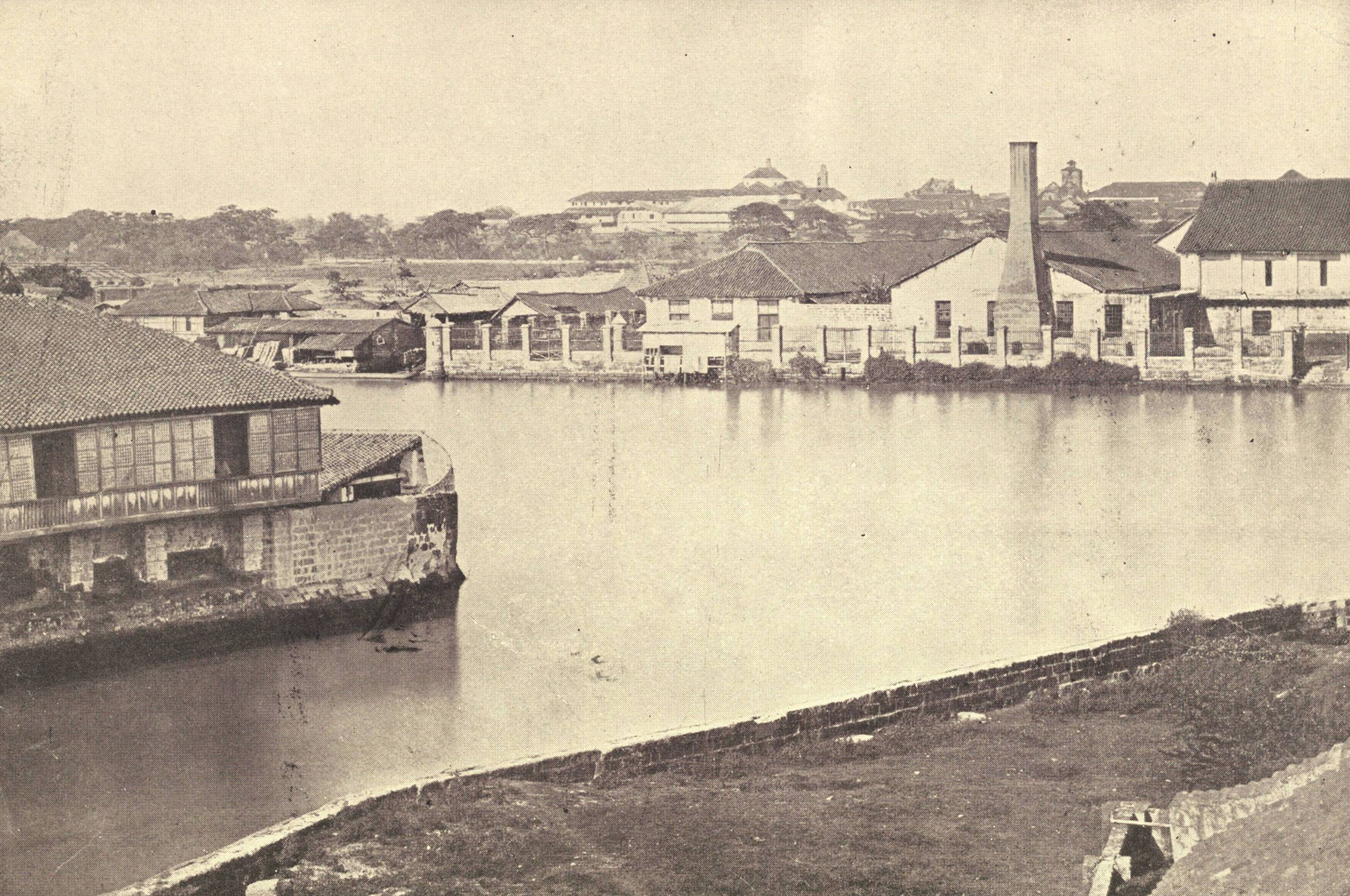
1899年のパシッグ川

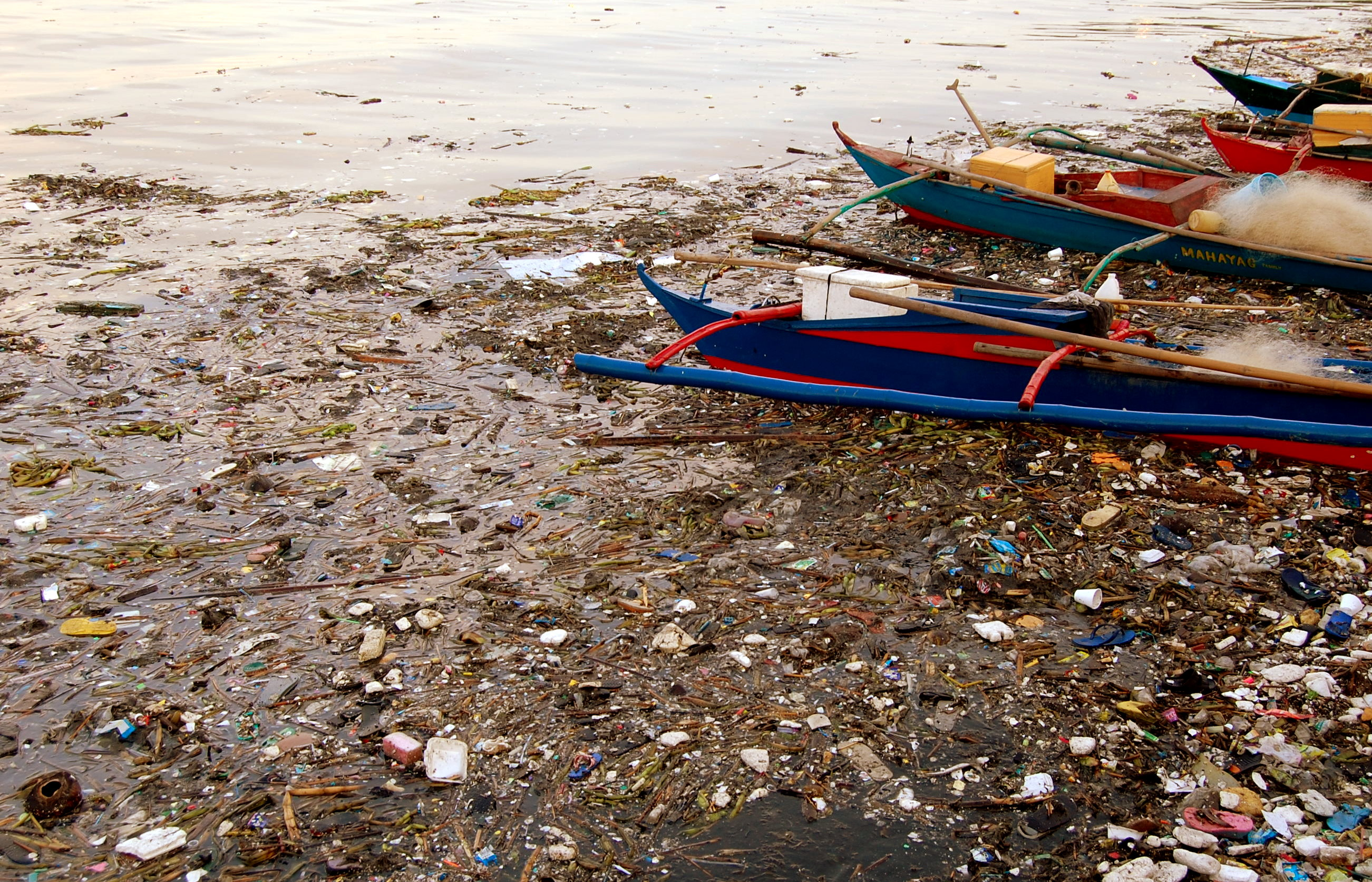
汚染が進んだパシッグ川

### 先スペイン期と植民地時代
パシッグ川はマニラの交易と商業の中心地を流れている。パシッグ河岸では何世紀にも渡って、フィリピン人、スペイン人、中国人、アメリカ人など異なる民族が混住していた。マニラ首都圏はパシッグ川河岸に発展し、スペインの植民地、アメリカの植民地、日本の占領下を経験し、フィリピン社会やフィリピン文化の創出・腐敗・再生を見てきた。
16世紀中頃にフィリピンがスペインの植民地となる前から、パシッグ川は国際交易にとって重要なポイントだった。歴史的に上流部の集落はパシッグ川とバエ湖に大きく依存する漁村であり、下流部の集落は上流部より早く都市化して他地方・他国の商人がやってきた。10世紀から16世紀にかけて、ナマヤン王国、マイニラ王国、トンド王国などフィリピンの歴史の中で著名な王国のいくつかがパシッグ川の河畔で発展した。1571年にはスペイン人がマニラ・シティを築き、マニラを極東全体の主都に定めた。スペイン人はパシッグ川河口近くの南岸にイントラムロスの城壁都市を建設した。

### 戦後の汚染
第二次世界大戦後、大規模な人口の増加、インフラ建設、マニラ郊外への経済活動の分散などがパシッグ川に対する軽視を引き起こした。貧困に悩む農村部からマニラ首都圏に人口が流入し、その多くが河岸のバラックに住みついた。1950年にはフィリピン国会が土地利用や汚染に関する条項を含んだ民法を制定したが、この法律は戦後のマニラの劇的な都市化には無力だった。マニラ首都圏の工業化や都市化が引き起こした人口流入によって、パシッグ川は巨大な下水道と化した。川面には油膜が浮かび、不快な臭いが発生し、水の色は濁り、浮遊物や排泄物が流れた。重金属、殺虫剤、硝酸塩、リン酸塩などが溶け込み、水質を悪化させて河川の生態系を狂わせた。工業化によってパシッグ川は深刻な汚染状態となった。
バエ湖からの魚類の回遊が減少したことで、1930年代にはすでに河川の汚染に気付いていた者もいた。1960年代には河岸の住民が河川の水を洗濯に使用しなくなり、渡し船の輸送量が減少した。1970年代までには不快な臭いを発するようになり、1980年代にはパシッグ川での漁業が禁止された。1990年代までには生物学的に「死に川」となった。1986年の洪水ではマニラ首都圏全体が水に浸り、一部の地域では浸水量が2.1メートルもの高さに達したが、これは古い排水設備と目詰まりが原因だった。第二次世界大戦後に深刻な汚染状態となる前、パシッグ川には魚類25種と植物13種が生息していたが、今日では魚類6種と植物2種が残っているのみである。

### 再生の試み
パシッグ川再生のための努力は1970年代にも行われたことがあった。1973年にはパシッグ川の保全・美化・改善に関する先駆的な法律が制定され、パシッグ川開発(PRDP)の活動を監督するパシッグ川開発委員会(PRDC)が設置された。1975年にマニラ首都圏知事に就任したイメルダ・マルコス（第10代大統領フェルディナンド・マルコスの妻）は、香港のアバディーン地区のように浮遊カジノやレストランなどを建設し、ヴェネツィアのようにゴンドラを運航させて観光客を誘致する計画を立てた。岸壁は塗装されて川岸には木が植えられたが、すぐにこの計画は立ち消えとなった。
1991年にはフィリピン環境・天然資源省が、デンマーク国際開発庁(DANIDA)から資金援助を、デンマークのコンサルタント会社であるカール・ブロ・インターナショナル社から技術的支援を得て、汚染の度合いや状況の調査を行った。この調査によると、パシッグ川の汚染の45%は産業汚染であり、流域に位置する2,000以上の工場のうち315工場が主要な汚染源、特に繊維業と食品製造業が最大の汚染源であるとされた。また、パシッグ川の流域には440万人が住んでいるが、排水を処理する下水道システムの影響下にある住民はわずか12%（60万人）、残りの88%（320万人）が出す廃棄物は未処理のままパシッグ川に流れ込んでいることが分かった。政府機関である首都圏水道・下水道システム(MWSS)は資金不足により身動きが取れず、また下水道管理よりも水道供給に高い優先度を与えなければならない状況だった。調査後にはフィリピン環境・天然資源省を主要機関、デンマーク国際開発援助を調整機関として、パシッグ川再生プログラム(PRRP)が立案された。
1999年にはパシッグ川再生プログラムに代わってパシッグ川再生委員会(PRRC)を新たな活動組織とする政令が施行され、廃棄物や不法占拠者の強制移動の管理など機関の権限が拡張された。2010年、テレビ局のABS-CBNとパシッグ川再生委員会は「パシッグ川のために走る」というチャリティマラソンを開始し、毎年10月にこのイベントが開催されている。

## 水上交通

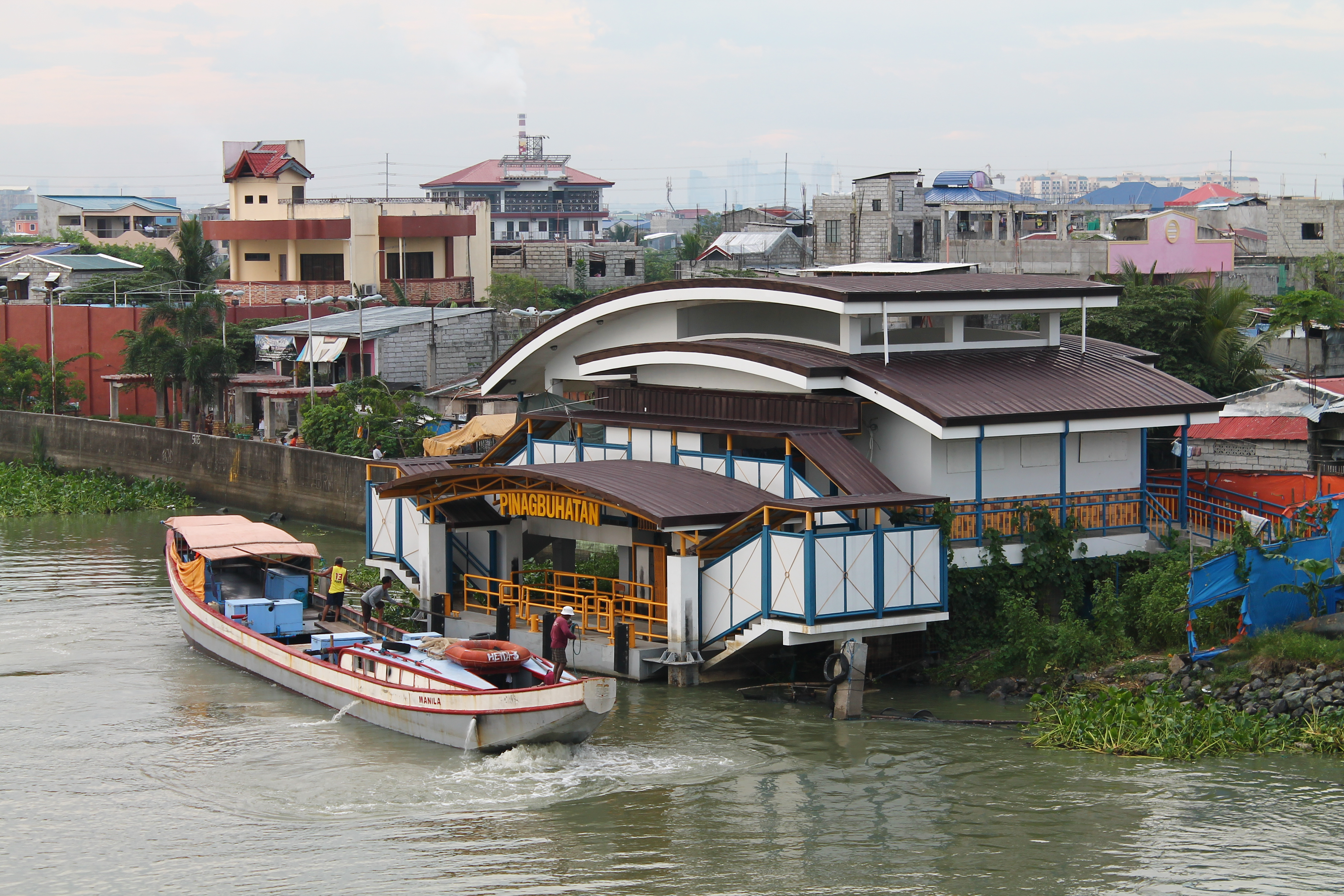
パシッグ川で運航されている渡し船

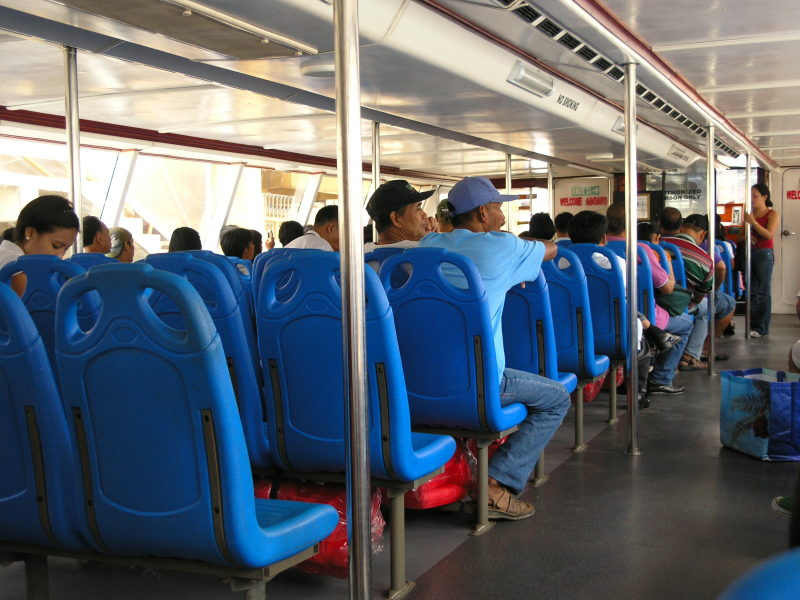
パシッグ川フェリーの船内

### マグサイサイ線
河川環境の汚染の進行により、1960年代にはパシッグ川で運航される渡し船が減少した。1990年にはある民間企業がマグサイサイ線の運航を開始し、マカティ・シティのグアダルーペ地区とマニラのエスコルタ通りの約15kmを結んた。フェリーは水面に漂う見苦しいゴミの中を走行せねばならず、乗客は悪臭に悩まされた。さらには深刻な財政難に陥り、運航開始からわずか1年後の1991年には運航を終了した。

### スタークラフト・フェリー
1996年には30艇の双胴船を用いて、1990年とは異なる民間企業がスタークラフト・フェリーの運航を開始した。現在運航されているパシッグ川フェリーと同タイプの船を用いており、エアコン付き30座席の船を30艇有していた。ゴミや悪臭などの問題は解決しておらず、1997年には営業を中止した。

### パシッグ川フェリー
2007年2月14日には民間企業のSCC船舶交通サービスによって、双胴船を用いたパシッグ川フェリーという水上バスの営業が開始され、グロリア・アロヨ大統領によって運航開始が宣言された。この水上バスはパシッグ・シティのパナグブアタン地区とマニラのイントラムロス城壁地区を結んでいる。150人を収容できる水上バス10艇が使用されており、船内は空調が完備され、音楽・テレビ・トイレなども装備されている。当初は乗客数が伸び悩んだが、石油価格の高騰などで他の交通機関からの転換が進んだ。2008年7月以降には毎週15%ずつ乗客数が増加し、運航頻度を高めるためにさらなる船舶の購入が検討された。ゴミや悪臭の問題はかつてほど酷くはなかった。
2011年2月には営業が停止されたものの、2014年4月28日には営業が再開された。

## ギャラリー

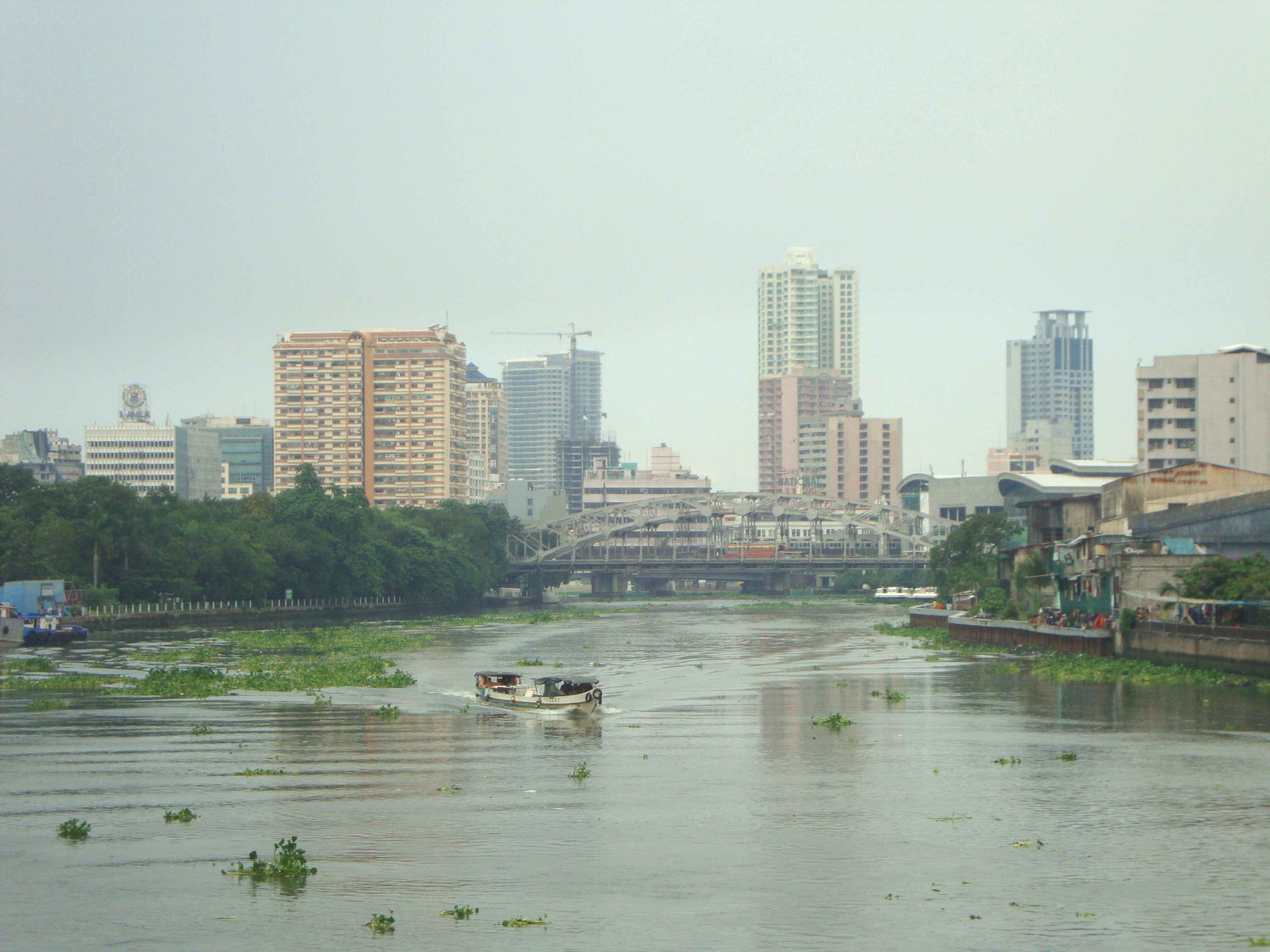
キアポ付近のパシッグ川
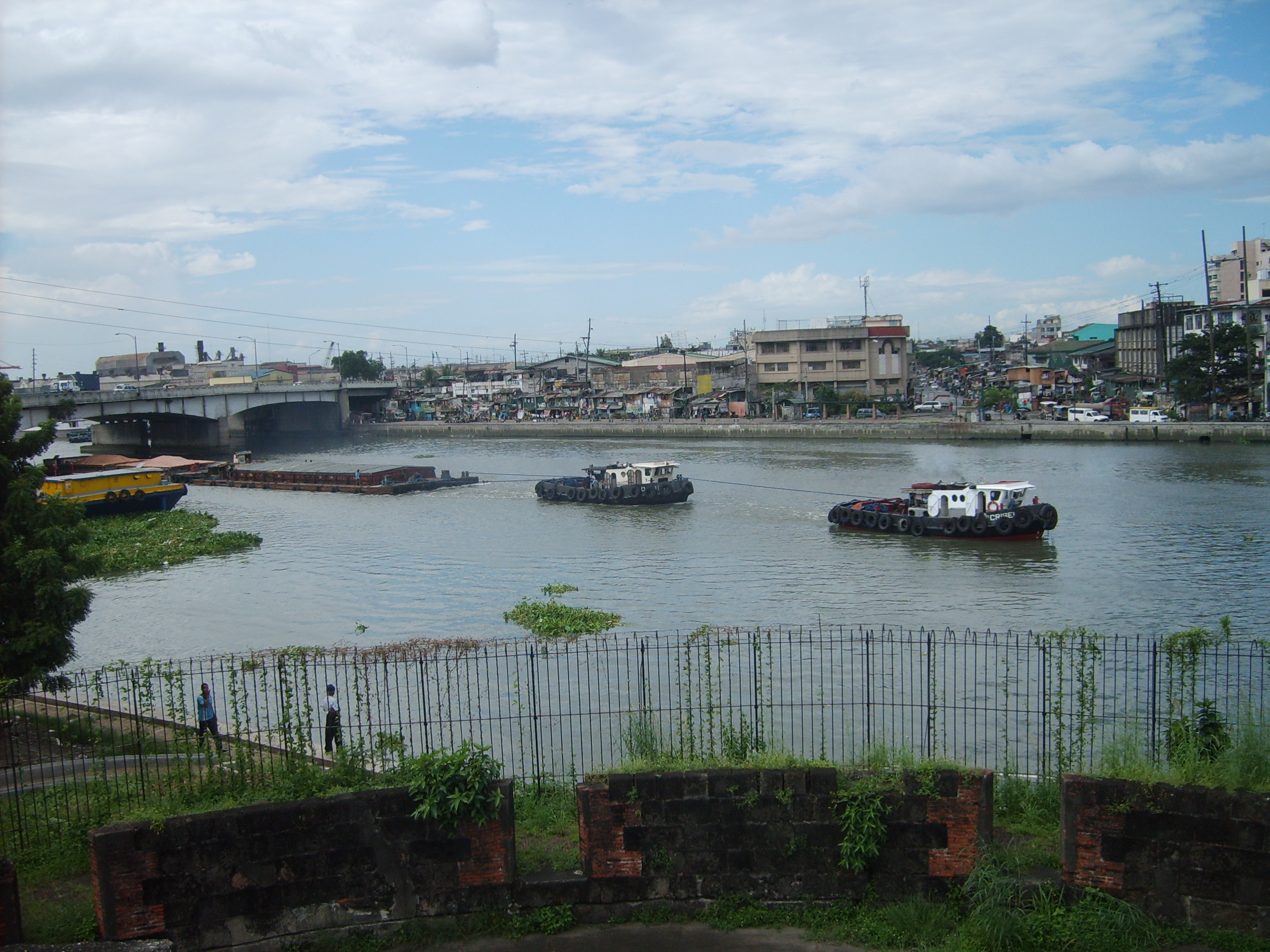
サンティアゴ要塞からの眺め
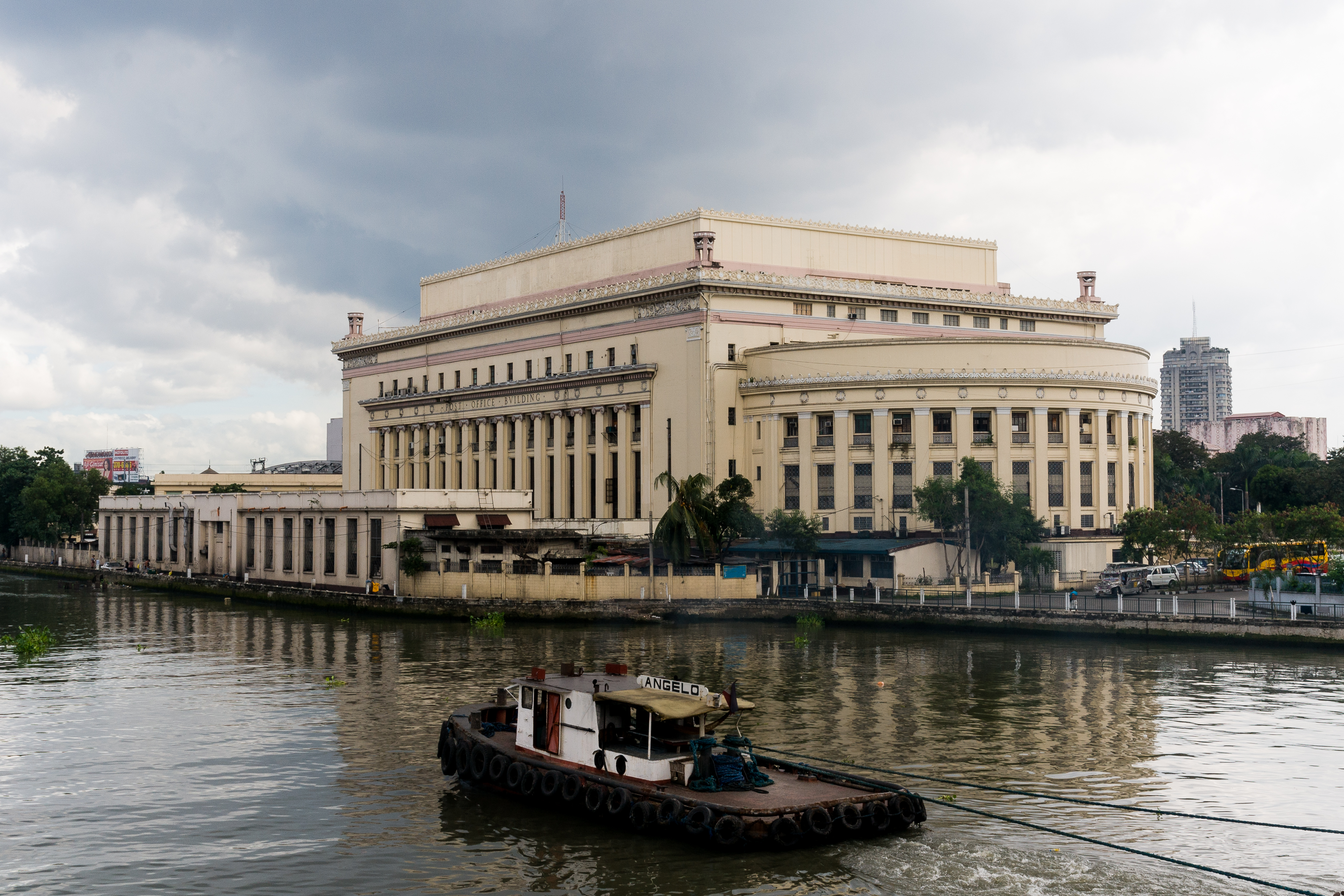
パシッグ川と旧郵便局
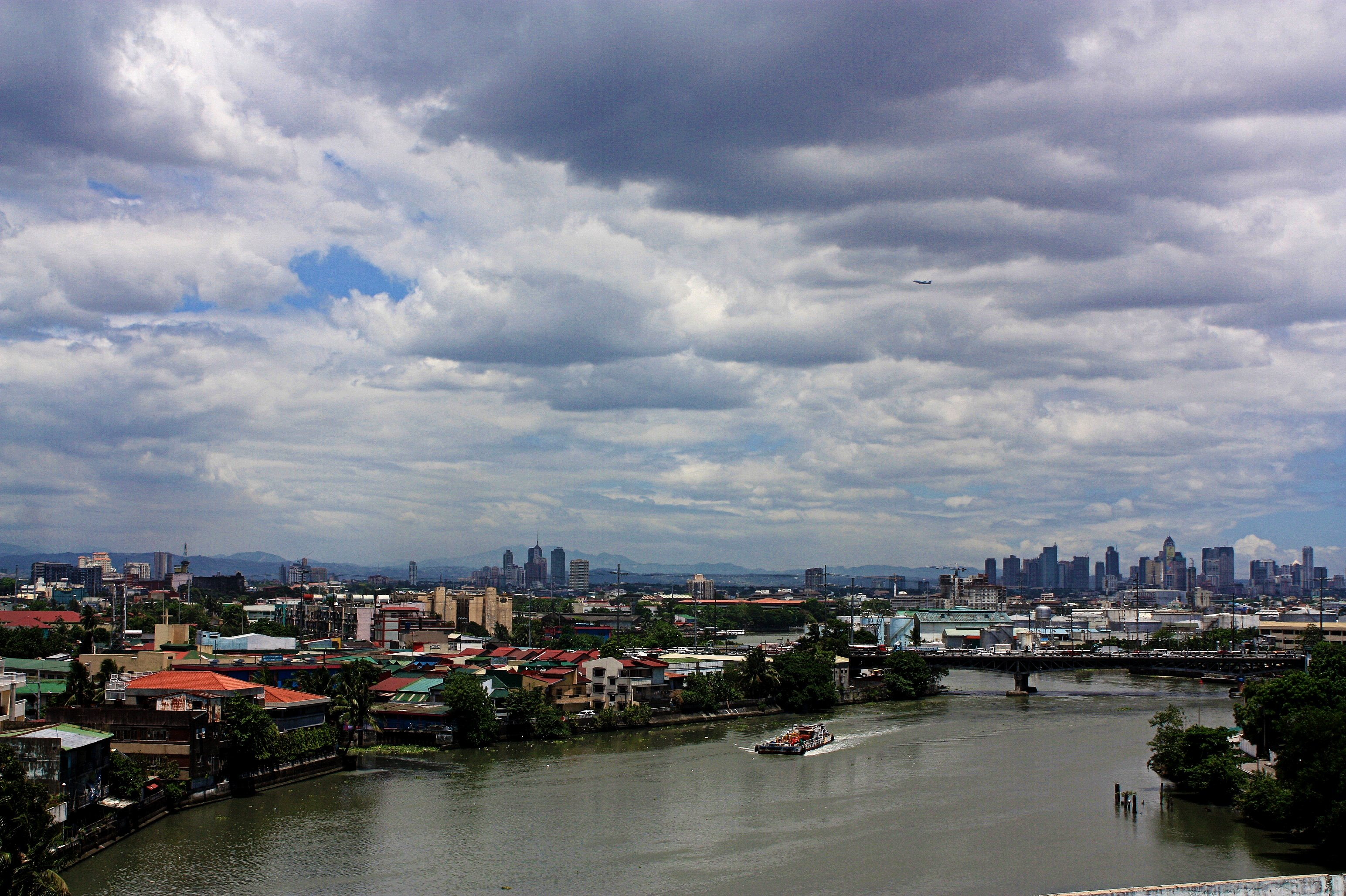
パシッグ川とマニラの高層ビル群（右奥）